# Pontonema cobbi
Pontonema cobbi är en rundmaskart som beskrevs av Mawson 1956. Pontonema cobbi ingår i släktet Pontonema och familjen Oncholaimidae. Inga underarter finns listade i Catalogue of Life.